# راب کانوی
راب کانوی (انگلیسی: Rob Conway؛ زادهٔ ۲۸ نوامبر ۱۹۷۴) کشتی‌گیر کشتی حرفه‌ای اهل ایالات متحده آمریکا است.